# Liste der Bodendenkmale in Löbau
In der Liste der Bodendenkmale in Löbau sind die Bodendenkmale der Stadt Löbau und ihrer Ortsteile nach dem Stand der Auflistung von Harald Quietzsch und Heinz Jacob aus dem Jahr 1982 aufgelistet. Eventuelle Änderungen und Ergänzungen, insbesondere aus der Zeit nach der Wende, sind nicht berücksichtigt, da für Sachsen aktuell keine neueren allgemein zugänglichen Bodendenkmallisten vorliegen. Die Baudenkmale sind in der Liste der Kulturdenkmale in Löbau aufgeführt.
| Denkmal-ID | Fundart            | Ortsteil | Bezeichnung                  | Zeitstellung    | Lage                                                                                       | Bemerkungen | Bild |
| ---------- | ------------------ | -------- | ---------------------------- | --------------- | ------------------------------------------------------------------------------------------ | --- | ---- |
| ?          | Befestigung > Borg | Bellwitz | Wehranlage „Bielplatz“       | Slawenzeit      | südwestlich des Orts, Bergsporn östlich über dem Löbauer Wasser                            | Abschnittsbefestigung in Spornlage mit Wall und Graben, gestört durch Steinbruch, Schutz seit 26. März 1935, erneuert 20. September 1958 |      |
| ?          | Befestigung > Borg | Kittlitz | Wehranlage „Schwedenschanze“ | Mittelalter     | östlich des Orts, westliches Hochufer des Löbauer Wassers                                  | an das Hochufer anschließender sichelförmiger Wallzug, gut erhalten, Schutz seit 17. März 1936, erneuert 20. September 1958              |      |
| ?          | besonderer Stein   | Kittlitz | Steinkreuz                   | Spätmittelalter | im Ort, südwestlich der Kirche auf dem Kirchhof                                            | Spießeinzeichnung, Schutz seit 22. Oktober 1970                                                                                          |      |
| ?          | Befestigung > Borg | Lautitz  | Wasserburg                   | Mittelalter     | im Ort, nordöstlicher Gutsbereich, westlich des Löbauer Wassers                            | rechteckige Innenfläche, umschlossen von einem wasserführenden Graben, Schutz seit 7. August 1936, erneuert 20. September 1958           |      |
| ?          | Befestigung > Borg | Löbau    | Wallanlage                   | Bronzezeit      | östlich des Orts auf dem Gipfel des Schafbergs                                             | Ringwall in Gipfellage, gestört durch Funkbetriebsstelle, Schutz seit 1936, erneuert 20. September 1958                                  |      |
| ?          | besonderer Stein   | Löbau    | Steinkreuz                   | Spätmittelalter | nordnordöstliche Ortslage, Einmündung der Richard-Müller-Straße in die Clara-Zetkin-Straße | Schutz seit 22. Oktober 1970 |      |
| ?          | besonderer Stein   | Löbau    | Steinkreuz                   | Spätmittelalter | südlicher Ortsrand, Ebersdorfer Weg, nördlich der Kreuzung mit der Karl-Liebknecht-Straße  | Schutz seit 22. Oktober 1970 |      |